# Contea di Kangmar
La contea di Kangmar (康马县S, Kāngmǎ XiànP) è una contea della Cina, situata nella Regione Autonoma del Tibet e amministrata dalla prefettura di Shigatse.